# Klaus Schuwerk
Klaus Jürgen Schuwerk, född 1967 i Ehingen i Baden-Württemberg i Västtyskland, är en tysk arkitekt.
Klaus Schuwerk utbildade sig i arkitektur vid Universitetet i Stuttgart, på Eidgenössische Technische Hochschule i Zürich och för Francisco Alonso de Santos på Escuela Técnica Superior de Arquitectura de Madrid. Han bildade egen arkitektfirma 1994 i Berlin och ett andra kontor i Neapel 2001.
År 2004 grundade han tillsammans med Jan Kleihues firman Kleihues+Schuwerk Architects med kontor i Neapel och Berlin.
Han vann tillsammans med Jan Kleihues 2010 med förslaget Forum Artis arkitekttävlingen om en ny byggnad för Nasjonalmuseet for kunst, arkitektur og design på Vestbanetomten i Oslo. Han bor (2014) i Oslo för det fortsatta projektarbetet. Han har närmast tidigare bott och arbetat i Neapel i Italien 2001-11.
Klaus Schuwerk är gift och har tre barn.